# Добровеличківський район
Добровели́чківський райо́н — колишня адміністративно-територіальна одиниця у складі Кіровоградської області України. Площа — 1 297 км². Адміністративний центр — смт Добровеличківка. Населення становить 33 022 осіб (на 1 січня 2019 року).

## Географія
Район розташований на південно-західних відрогах Придніпровської височини. Територію перетинають три ліві притоки річки Синюхи — Кагарлик, Сухий Ташлик і Чорний Ташлик, а також штучні водоймища загальною площею 805 гектарів. Північна частина району знаходиться у лісостеповій зоні, південна — у степовій.
Ліси та лісові насадження займають 4,5 відсотка площі району, зустрічаються лісові масиви: Тишківський, Новолутківський, Круглий тощо. Основні породи дерев: дуб, граб, липа, ясен.
Середньорічна кількість опадів становить 463 міліметри.
Середньорічна температура повітря — 8,7 градусів Цельсія.
Переважаючі вітри — північно-східного, східного і північно-західного напрямів.

### Природно-заповідний фонд

#### Заповідні урочища
Балка Куца, Червоні скелі.

#### Гідрологічні пам'ятки природи
Болото Левади, Запорізькі джерела.

#### Комплексна пам'ятка природи
Козацька скеля.

## Історія

### Давня історія
Територія Добровеличківського району здавна була освоєна людьми, про що свідчать чисельні археологічні знахідки, найдавніші з яких датуються добою неоліту (VI–IV тис. до н. е.). Зокрема науковцями були досліджені поселення трипільської культури (IV — сер. III тис. до н. е.), пам'ятки доби бронзи (II тис. до н. е.), кімерійського (IX–VIII ст. до н. е.), скіфського (VII–III ст. до н. е.) та сарматського (III ст. до н. е. — III ст. н. е.) часів.
У цих степах жили колись трипільці. Біля села Федорівки в урочищі «Макітра» та села Михайлівки в урочищі «Балка Куца» виявлено залишки великого поселення трипільської культури IV–III тисячоліття до н. е. ще в 1970-ті роки науковцями проводились археологічні розкопки, численні знахідки яких підтверджують, що вони мали тут тривалий і надійний осідок. Про побут цього першого хліборобського племені розповідають і експонати місцевого краєзнавчого музею, який існує у селищі вже 17 років.
Територія району, зокрема, її північно-західна частина входила до складу земель, на яких за доби бронзи (кінець ІІІ початок І тисячоліття до н. е.) почало формуватися основне ядро протослов'янських племен. Поблизу сіл Показове і Федорівка досліджено близько 10 курганів-могильників. Мешканцями тут, як вважають дослідники, були прапредки східних слов'ян.
Серед безлічі експонатів вирізняються кам'яні ступа, зернотертка і пестик, знайдені в урочищі Макітра. Науковці вважають, що там була ціла трипільська майстерня з виготовлення таких комплектів. Цим речам приблизно п'ять тисяч років. Завершує цю частину експозиції інша кам'яна ступа кінця XIX — початку XX століття. Не можна сказати, що музей має абсолютні копії, але основні принципи їхньої будови дуже схожі, що є певним підтвердженням сталого, закоріненого, осілого життя мешканців багатого на чорноземи краю, які з давніх-давен займалися хліборобством.
Знаходили на території району і залишки Черняхівської культури, колекції римських монет — речі, що свідчать про тісні зв'язки краю з Давньою Грецією і Римською імперією. Тут перетиналися давні шляхи — Чумацький і Чорний, вздовж яких рясніли скіфські могили, що й досі зберігають у собі чимало таємниць, адже в археологічному плані район досліджений всього на два відсотки.
Неподалік від села Липняжка в селі Глодоси Новоукраїнського району знайдено скарб із багатьох ювелірних прикрас, а в селі Трояни нашого Добровеличківського району знайдено велику кількість Римських монет.
Різні народи жили або кочували на землях Добровеличківщини, витісняючи або асимілюючи попередників. Побували тут кімерійці, скіфи, сармати, готи, гуни, обри (авари), хозари, угри, печеніги, русичі, половці, монголо-татари, литвини, кримчаки.
В часи від 4 ст н.д. в цих краях мешкали (згідно з літописними даними) анти та їх нащадки уличі, яких витіснили або асимілювали печеніги. Пізніше печенігів витіснили половці, а тих — монголо-татари.
У 1362 році між сучасними селами Добрянкою і Тишківкою в урочищі Татарка під орудою князя Ольгерда відбулася перша велика переможна битва з трьома татарськими ханами. З боку русько-литовських сил у ній брали участь загони місцевого боярства з Київщини та Чернігово-Сіверщини, воїни князя Любарта з Волині та князів Коріатовичів з Поділля, тобто, у переважній більшості наші земляки, українці. Саме вони за 18 років до Куликовської битви здолали татар. Перемога Литовсько-руського війська змусила татар відступити до Криму. Але славну битву на Синіх водах російська і радянська історіографії, щоб не порушувати систему імперських світоглядних цінностей, воліли замовчувати, наголошуючи на вирішальному значенні Куликовської битви. Отож, вона ще чекає своїх дослідників (розкопки в Татарці проводили студентські експедиції під керівництвом кандидата історичних наук Нінелі Бокій) і популяризаторів.

### У складі Запорозької Січі
У XVI столітті у степах так званого Дикому Полі почали з'являтися козаки — український військовий і селянський люд, який переходив на незаймані землі, щоб позбутися зростаючого гніту своїх феодалів. Поступово ця територія відійшла до Запорізької Січі. Наприкінці XVI — початку XVII століть кордони козацьких земель досягай берегів Чорного Ташлика і Синюхи.
1596 року в селі Липняжка тут стало табором козацьке військо на чолі з Северином Наливайком.
Із покоління в покоління передається розповідь про те, як територією краю проходили війська Богдана Хмельницького після битви з поляками під Жовтими Водами. Загони козацького полковника І. Д. Сірка, базуючись неподалік сучасних кордонів краю, підтримали народне повстання 1664–1665 років і забезпечили оборону цієї території від нападу об'єднаних польсько-татарських військ, що сприяло швидкому заселенню земель (у тому числі й території району) вихідцями з північних та східних областей сучасної України.
За реєстром Війська Запорозького 1756 року значиться, що на території краю розміщувався курінь Величківський, який складався з 358 вихідців з місцевих поселенців.
Після Андрусівської угоди 9 січня 1667 р. Запорозька Січ стала перебувати під спільним контролем Речі Посполитої та Московського царства.
Турецькі та кримськотатарські війська неодноразово спустошували територію краю. Так, у 1677–1678 роках, під час походів на Чигирин, вогненним смерчем пронеслись вони через річку Сухий Ташлик.
Бахчисарайський мирний договір 13 січня 1681 р., яким закінчилася московсько-турецька війна 1677–1681 рр., закріпив Запорожжя за Московією, що було підтверджено мирним договором з Польщею, підписаним у Москві 6 травня 1686 р. (так званий Вічний мир).
22 жовтня 1705 р. внаслідок довгих переговорів після війни 1686–1699 рр. і проведення у 1705 р. розмежування російських і турецьких володінь, був укладений Межевий трактат, за яким територія Дикого Поля — степовий простір між Синюхою, Південним Бугом і Дніпром, — відійшла до Росії.
14 травня 1709 року, у зв'язку з переходом гетьмана Івана Мазепи та запорожців під час Північної війни на бік шведів, Запорозька Січ була знищена російськими військами, проте незабаром її було відновлено під захистом Османської імперії (оскільки Запорозька Січ визнала васальну залежність від Османської імперії, а внаслідок російсько-турецької війни 1710–1713 рр. Російська імперія погодилась з цим переходом) — Олешківська Січ. У 1734 році Запорізьку Січ розірвала васальні стосунки з Османською імперією і погодилась на васальну залежність від Російської імперії — Нова Січ — наслідком чого стала російсько-турецької війна 1735–1739 рр, яка закінчилась Белградським мирним договором 18 вересня 1739 р. і територія сучасного Добровеличківського району ввійшла до складу Бугогардівської паланки.
У 1752 р. північна окраїна Добровеличківщини була вилучена російською імперською адміністрацією з земель Запорізької Січі до створеної згідно з указом 24 грудня 1751 р. військово-поселенської області Нової Сербії, сенатським указом 18 серпня 1753 р. більша її частина була віддана під Новослобідське козацьке поселення, з якого указом 14 травня 1754 р. було сформовано Новослобідський козацький полк. Сотенними слободами полку були села Красна (Липняжка) і Тишківка.
У 1759 р. Новослобідський полк був приєднаний до Нової Сербії, але у 1761 р. знову відокремився.
У 1764 р. Нова Сербія і Новослобідський полк були скасовані, а їх територія під назвою Єлисаветградської провінції ввійшла до складу створеної указом 22 березня 1764 р. Новоросійської губернії.
У 1769 р. в Єлисаветградській провінції був поселений Молдавський гусарський полк. Села Піщаний Брід (3-тя), Липняжка (9-та) і Тишківка (13-та) були тоді ротними поселеннями полку.

### Російська окупація 1775–1917 роки
Після знищення російським царатом у 1775 році Запорізької Січі її землі (в тому числі і землі району) були роздані російським поміщикам. У ті часи поселення називалися від прізвищ господарів: Юр'ївка (поміщик Юрьєв), Дрибушівка (Дрибушівський), Крамарове (Крамар), Завадське (Завадський) і т. д. Село Олександро-Акацатове (звідки родом перший комендант Кремля Яків Стрижак), яке зберегло у своїй назві ім'я колишнього власника, відставного майора чи капітана. Село Любомирка колись належало генерал-лейтенанту, польському князю Ксаверію Любомирському, а «…деревня Липнягово (нинішня Липняжка) принадлежала майорше Дегаскуловой, и часть — майору фон Дитриху».
У 1775 р. провінції Новоросійської губернії були поділені на повіти і територія сучасного Добровеличківського району ввійшла до складу Катерининського (з 1781 р. — Ольвіопольського) повіту.
У кінці 1782 р. провінційний поділ було скасовано, потім за указом 30 березня 1783 р. Новоросійська губернія була реформована у Катеринославське намісництво. Добровеличківська територія знаходилася у складі його Ольвіопольського повіту (указ 22 січня 1784 р.).
За указом 4 вересня 1784 р. адміністративний центр Ольвіопольського повіту було переведено у Новомиргород з перейменуванням повіту на Новомиргородський.
За указом 27 січня 1795 р. Новомиргородський повіт увійшов до складу новоствореного Вознесенського намісництва.
12 грудня 1796 р. намісництво було скасоване і Новомиргородський повіт з перейменуванням на Ольвіопольський (указ 29 серпня 1797 р.) опинився у новоствореній Новоросійській губернії.
У 1796 було засновано Добровеличківку — майбутній адміністративний центр Добровеличківського району. Перша назва селища, Величківка, утворена від прізвища засновників — Величковських, які походили зі старшинського козацького роду. Пізніше селище отримало назву Ревуцьке — за прізвищем наступних власників навколишніх земель братів Петра та Дмитра Ревуцьких.
За указом 8 жовтня 1802 р. про розділ Новоросійської губернії Ольвіопольський повіт став складовою частиною Миколаївської губернії. 15 травня 1803 р. Миколаївська губернія у зв'язку з переведенням адміністративного центру була перейменована на Херсонську.
З указом 16 квітня 1817 р. про перетворення Бугського козацького війська (сформованого з Молдавського гусарського і Новонавербованого козацького полків та значного контингенту болгарських переселенців) у Бугську уланську дивізію розпочалося створення військових поселень. Південна частина території Добровеличківщини відійшла до 12-го кавалерійського округу Південних військових поселень, в якому дислокувався 4-й Бугський уланський полк (з 1830 р. — Ольвіопольський уланський полк) 3-ї Бугської уланської дивізії — в с. Піщаному Броді стояв його 2-й ескадрон. Північна частина території відійшла до 6-го кавалерійського округу, в якому дислокувався 2-й Український уланський полк (з 1830 р. — Новоархангельський уланський полк) 3-ї Української уланської дивізії — в с. Тишківці стояли 3-й і 4-й взводи його 2-го ескадрону, в с. Липняжці — 3-й і 4-й взводи 3-го ескадрону.
На початку XIX століття на території сучасного району було 14 населених пунктів, які увійшли до складу Ольвіопільського повіту (до 1795 року Новомиргородський).
1795 року утворено Ревуцьку волость (назва походить від містечка Ревуцьке (сучасна Добровеличківка).
У 1840 році Ревуцьке, як центр волості, стає містечком. На 1859 рік тут було 158 дворів і 1344 жителів.
6 грудня 1828 р. в зв'язку з передачею земель у військове відомство Ольвіопольський повіт був скасований. За указом 4 червня 1857 р. військові поселення почали ліквідовуватися, але Ольвіопольський повіт не було відновлено і територія майбутнього Добровеличківського району опинилася в Єлисаветградському повіті Херсонської губернії.
Величківка стала містечком 1822 року, Ревуцьке підтвердило цей статус у 1848 р. У 1873–1880 роках у землевласника П. Ревуцького працювали на обробітку його земель 23 376 безземельних чоловіків і 25 536 жінок.
До 1880 року на всю волость був єдиний медичний пункт, того року його перетворено на земську лікарню (20 ліжок). У червні 1880 року тут відбувся медичний з'їзд, в якому брали участь представники медичних установ південної та центральної України.
З 1883 р. офіційною назвою містечка стає Добровеличківка.
Малоземелля спричинило невдоволення місцевих селян, особливої сили набрали заворушення у 1905 році.

### Визвольні Змагання 1917–1921 роки
Справжні зразки боротьби за незалежність України продемонстрували наші земляки під час національно-визвольних змагань 1917–1920 років. Тричі, у 1919 році перебував у нашому краї видатний діяч часів Визвольних Змагань Нестор Іванович Махно. Родом з села Піщаний Брід походить дружина Нестора Івановича — Галина (Гашка) Андріївни Кузьменко.
Саме у Добровеличківці Нестор Іванович видав свій Наказ № 1, який можна назвати спробою організації післявоєнного устрою держави. Написаний він російською мовою. Подальші свої укази Нестор писав лише українською. Науковий співробітник краєзнавчого музею Владислав Колесниченко вважає, що це наслідок впливу на Махна саме Галини Кузьменко, вчительки сільської школи, свідомої українки. Владислав Миколайович передає розповідь своєї тещі (теж, до речі, Галини Кузьменко). Нестор Махно зупинявся в її бабусі на ночівлю і лишив по собі дуже приємні враження: простий, приязний у спілкуванні, не цурався роботи, не ставив себе над іншими.
На приміщенні колишньої двокласної сільської школи в якій навчалася Галина Андріївна, встановлено меморіальну дошку.
У своїх наказах, що були видані на території краю, Н.Махно закликав до справедливості, порядності, забороняв єврейські погроми. До речі, у Добровеличківці до революції добру половину населення становили євреї (їх з'явилось тут дуже багато після знищення Запорозької Січі). Було тут дві синагоги, 52 єврейські лавки. Вітер революції, що загрожував погромами, розкидав цю «осідлість». А нині у Добровеличківці немає навіть національного культурно-єврейського товариства, та й будь-яких інших немає. Діє один єдиний православний храм — Свято-Миколаївський Московського патріархату.
Біля села Липняжка у Сухому Ташлику замулено броньовик часів Визвольних Змагань.

### Перша радянська окупація 1920–1941 років
Від початку Визвольних Змагань територія району відносилась до влади Центральної Ради.
На початку лютого 1918 року в Добровеличківській волості встановлено радянську владу й обрано волосний комітет (голова М. Титаревич), а вже в березні волость їх було вибито австро-німецькими військами. У відповідь на знущання окупантів над мирним населенням було створено партизанський загін. На околицях села Липняжки він вступив у бій із загарбниками, але сили були нерівні, народні месники були оточені та зазнали поразки.
У листопаді 1918 року австро-німецькі війська залишили територію району. У серпні 1919 року волость захопили денікінці, 1 лютого 1920 року під натиском Червоної Армії ці війська залишили волость.
У червні 1920 року в краю встановлено радянську владу.
У травні 1919 р. з Херсонської губернії виділилася Одеська губернія, що було підтверджено спеціальною постановою Всеукрревкому 28 січня 1920 р. В Одеській губернії був створений Первомайський повіт, до складу якого ввійшла територія Добровеличківщини.
1921–1922 роки створюються перші колективні господарства у Добровеличківці — «Поступ», «Слава», у с. Піщаний Брід — «Червона Зірка», «Віхи Леніна», у селі Липняжці — «Селянська допомога», «Хлібороб», які об'єднали тут близько 40% селянських господарств.
У 1923 р. згідно з постановою ВУЦВК від 7 березня, затвердженою 2-ю сесією ВУЦВК 12 квітня 1923 р., в Одеській губернії був утворений Первомайський округ і в його складі — Добровеличківський район.
За постановою ВУЦВК від 3 червня 1925 р. губерніальний поділ був ліквідований, а округи підпорядковані безпосередньо центрові.
Постановами ВУЦВК та РНК УРСР від 13 червня 1930 р. Первомайський, а 12 вересня — решта округів були ліквідовані і встановлена двоступенева система управління (район — центр).
9 лютого 1932 р. в ряді перших 5-ти областей України була створена Одеська область з Добровеличківським районом у своєму складі.

#### Голодомор
У 1932–1933 рр. територію району охопив тотальний голод. Становище склалося катастрофічне. Посівна 1932 року затягнулася до червня через зливи. Через погодні умови просапні культури не оброблялися, частина посівів загинула, а те, що дозріло, майже наполовину залишилось не зібраним.
Голодуючим селянам держава не допомагала, навпаки — забрала все до зернини. Наслідки цього були жахливі. Вмирали люди сім'ями і хуторами. Так, лише в Добровеличківці померло понад 400 чоловік, третина померлих — діти. В списках померлих, що їх зібрали місцеві краєзнавці, в графі «Де поховано?» значиться й таке: «Похований у погребі», «Похована на городі», «Похована під піччю», а то й хоронити було нікому — «з'їли здичавілі тварини». Розкуркуленню і репресіям було піддано близько 5% селянських дворів.
У 1935 р. за постановами ВУЦВК від 23 січня та 17 лютого в Одеській області були утворені Піщанобрідський та Тишківський райони.
Указом Президії Верховної Ради СРСР від 10 січня 1939 р. була створена Кіровоградська область, серед 30 районів якої були Добровеличківський, Піщанобрідський і Тишківський райони.

### Німецька окупація 1941–1944 років
З перших днів війни 12 740 жителів району були мобілізовані до складу Червоної Армії. У м. Помічна і с. Піщаний Брід створено підпільні групи і сформовано партизанський загін ім. Ворошилова(командир Ю. А. Фрединський).
У другій половині липня 1941 року під тиском німецьких військ частини Південно—Західного фронту відступили на територію Добровеличківського і сусідніх районів. 2 серпня 1941 року було оточені війська 6-ї і 12 — ї радянських Армії («Уманський котел»), в тому числі 18 номерів дивізій (командуючі Арміями І. М. Музиченко, П. Г. Понеделін).
4 серпня 1941 року — територія Добровеличківського району була зайнята німецькими військами.
За роки окупації на території району загинуло близько 500 мирних громадян. На роботи до Німеччини були вивезено 915 молодих людей. У таборах загинуло понад 2 тисячі військовополонених.
Усього на території сучасного Добровеличківського району в роки радянсько-німецької війни вели боротьбу проти німців 280 партизан та 236 підпільників.
У братських могилах поховані понад 1 400 бійців і командирів, які брали участь у боях і загинули на території району в 1941–1944 роках.
Усього за роки радянсько-німецької війни загинули і пропали безвісти за різними даними 5 093, 5178 або 5308 жителів району. У роки війни безпосередньо на фронтах перебували 85 жінок, 23 з них загинули на полі бою. Орденами і медалями нагороджено 6 286 чоловік, шестеро з них удостоєні звання Героя Радянського Союзу.
Ось вони — Героя Радянського Союзу, уродженці Добровеличківщини: Бондар Володимир Павлович, Іщенко Василь Каленикович, Лев Борис Давидович, Мацієвич Василь Антонович, Усенко Іван Романович, Шемендюк Петро Семенович.
Під час німецької окупації 1941–1944 рр. Добровеличківський, Піщанобрідський і Тишківський райони входили до Первомайського гебітскомісаріату Миколаївського генеральства, підпорядкованого Райхскомісаріату України.
19 березня 1944 року останнім населеним пунктом, звідки радянськими військами було вибито німецькі, стало село Перчунове Добровеличківського району.

### Друга радянська окупація 1944–1991 роки
За указами Президії Верховної Ради УРСР 7 червня 1957 р. був ліквідований Тишківський район, 12 листопада 1959 р. — Піщанобрідський район, їх території укрупнили Добровеличківський район.
30 грудня 1962 р. згідно з указом Президії Верховної Ради УРСР відбулося великомасштабне укрупнення районів Кіровоградської області і за рахунок земель ліквідованого Вільшанського району територія Добровеличківського району стала найбільшою за всю його історію.
05.02.1965 Указом Президії Верховної Ради Української РСР передано Гаївську, Марківську та Олександрівську сільради Новоархангельського району і Миколаївську Новоукраїнського району до складу Добровеличківського району.
У 1967 р. , з відновленням Вільшанського району, межі Добровеличківського району набули сучасного вигляду.
Понад сто молодих солдатів і офіцерів з Добровеличківщини воювали в Афганістані, дев'ятьох привезли додому в цинкових трунах.
У ліквідації наслідків аварії на Чорнобильській АЕС брали участь 447 мешканців району.

### Незалежність
У липні 1991 року у точці географічного центру України встановлено тимчасовий пам'ятний знак з написом „Тут буде встановлено пам'ятний знак «Географічний центр України»“. 24 серпня 2002 року, у День Незалежності України, на цьому місці урочисто відкрито пам'ятний знак: 24-х тонна стелоподібна брила із сірого граніту здобутого у місцевому кар'єрі, на лицевій стороні брили табличка з чорного граніту на якій викарбувано Державний герб України (тризуб), нижче напис «Географічний центр України», ще нижче картографічне зображення: контури України в рамці з картографічною сіткою (позначені та підписані меридіани та паралелі); також позначено м. Київ, р. Дніпро та спеціальними значками і підписами крайні точки території України (мис Сарич, Петровське (Грем'яч), Рання Зоря та Чоп), точка географічного центру — Добровеличківка та герб Добровеличківського району.

## Адміністративний поділ району
Район адміністративно-територіально поділяється на 1 міську раду, 1 селищну раду та 21 сільська рада, які об'єднують 63 населені пункти та підпорядковані Добровеличківській районній раді. Адміністративний центр — селище Добровеличківка.
Помічнянська міська рада
- м. Помічна

Добровеличківська селищна рада
- смт Добровеличківка
- с. Варваро-Олександрівка
- с. Мар'ївка

Братолюбівська сільська рада
- с. Братолюбівка
- с. Вороб'ївка
- с. Нововікторівка

Гаївська сільська рада
- с. Гаївка
- с. Вірне
- с. Новотишківка
- с. Осикове

Глинянська сільська рада
- с. Глиняне
- с. Міжколодяжне
- с. Новоглиняне

Гнатівська сільська рада
- с. Гнатівка
- с. Михайлівка
- с. Новомиколаївка

Дружелюбівська сільська рада
- с. Дружелюбівка
- с. Василівка
- с. Олександро-Завадське
- с. Скопіївка
- с. Шевченка

Карбівська сільська рада
- с. Карбівка

Липнязька сільська рада
- с. Липняжка
- с. Водяне
- с. Володимирівка

Любомирська сільська рада
- с. Любомирка
- с. Вікняне
- с. Коколове

Марківська сільська рада
- с. Маркове
- с. Анатолівка

Миколаївська сільська рада
- с. Миколаївка
- с. Новопетрівка

Новолутківська сільська рада
- с. Новолутківка
- с. Добротимофіївка
- с. Олександро-Акацатове

Олександрівська сільська рада
- с. Олександрівка
- с. Богодарівка

Олексіївська сільська рада
- с. Олексіївка
- с. Кирилівка

Перчунівська сільська рада
- с. Перчунове
- с. Сміливе

Піщанобрідська сільська рада
- с. Піщаний Брід
- с. Веснянка
- с. Крикунка
- с. Нова Ковалівка
- с. Перемога

Тернівська сільська рада
- с. Тернове
- с. Новостанкувата

Тишківська сільська рада
- с. Тишківка
- с. Андріївка
- с. Богданівка

Троянська сільська рада
- с. Трояни
- с. Новодобрянка
- с. Новоодеса

Федорівська сільська рада
- с. Федорівка
- с. Новомихайлівка
- с. Показове
- с. Попівка

Червонополянська сільська рада
- с. Червона Поляна
- с. Микільське
- с. Якимівка

Юр'ївська сільська рада
- с. Юр'ївка

## Транспорт
Територією району проходить автошлях E584.

## Населення
Розподіл населення за віком та статтю (2001)
| Стать | Всього | До 15 років | 15-24 | 25-44 | 45-64 | 65-85 | Понад 85 |
| --- | ------ | ----------- | ----- | ----- | ----- | ----- | -------- |
| Чоловіки | 19 714 | 3923        | 2561  | 5739  | 5133  | 2259  | 99       |
| Жінки | 23 241 | 3883        | 2590  | 5850  | 6103  | 4376  | 439      |
| \| Статево-вікова піраміда \| Статево-вікова піраміда \| Статево-вікова піраміда \| \| ----------------------- \| ----------------------- \| ----------------------- \| \| Чоловіки \| Вік \| Жінки \| \| 99 \| 85 + \| 439 \| \| 159 \| 80-84 \| 533 \| \| 510 \| 75-79 \| 1324 \| \| 828 \| 70-74 \| 1489 \| \| 762 \| 65-69 \| 1030 \| \| 1639 \| 60-64 \| 2106 \| \| 983 \| 55-59 \| 1258 \| \| 1227 \| 50-54 \| 1393 \| \| 1284 \| 45-49 \| 1346 \| \| 1501 \| 40-44 \| 1522 \| \| 1475 \| 35-39 \| 1498 \| \| 1424 \| 30-34 \| 1458 \| \| 1339 \| 25-29 \| 1372 \| \| 1180 \| 20-24 \| 1243 \| \| 1381 \| 15-20 \| 1347 \| \| 1587 \| 10-14 \| 1608 \| \| 1335 \| 5-9 \| 1311 \| \| 1001 \| 0-4 \| 964 \| |        |             |       |       |       |       |          |
| Статево-вікова піраміда |        |             |       |       |       |       |          |
| Чоловіки | Вік    | Жінки       |       |       |       |       |          |
| 99 | 85 +   | 439         |       |       |       |       |          |
| 159 | 80-84  | 533         |       |       |       |       |          |
| 510 | 75-79  | 1324        |       |       |       |       |          |
| 828 | 70-74  | 1489        |       |       |       |       |          |
| 762 | 65-69  | 1030        |       |       |       |       |          |
| 1639 | 60-64  | 2106        |       |       |       |       |          |
| 983 | 55-59  | 1258        |       |       |       |       |          |
| 1227 | 50-54  | 1393        |       |       |       |       |          |
| 1284 | 45-49  | 1346        |       |       |       |       |          |
| 1501 | 40-44  | 1522        |       |       |       |       |          |
| 1475 | 35-39  | 1498        |       |       |       |       |          |
| 1424 | 30-34  | 1458        |       |       |       |       |          |
| 1339 | 25-29  | 1372        |       |       |       |       |          |
| 1180 | 20-24  | 1243        |       |       |       |       |          |
| 1381 | 15-20  | 1347        |       |       |       |       |          |
| 1587 | 10-14  | 1608        |       |       |       |       |          |
| 1335 | 5-9    | 1311        |       |       |       |       |          |
| 1001 | 0-4    | 964         |       |       |       |       |          |

## Особистості
У розвиток науки, культури, техніки, сільського господарства України внесли певний вклад уродженці Добровеличківського району:
| - смт Добровеличківка: - Є. О. Юцевич — композитор і музикознавець, автор опери за власним лібрето «Кирило Кожум'яка», двох симфоній, багатьох симфоній, багатьох сюїт, хорів, п'єс; - І. Погребняк — доктор біологічних наук; - В. Я. Нога, І. І. Корнієнко — заслужені вчителі України; - М. П. Пилипенко — кандидат медичних наук; - О. Радченко — кандидат економічних наук; - О. В. Римська — ланкова, Герой Соціалістичної праці; - О. Г. Сосновський — доктор медичних наук, професор. - м. Помічна: - В. П. Петренко — доктор фізико-математичних наук; - І. Я. Манько, І. Й. Наводнюк — заслужені учителі України. - с. Піщаний Брід: - М. Г. Сазіна — кандидат суспільних наук; - В. А. Мацієвич — льотчик, Герой Радянського Союзу; - П. Чолпан — кандидат фізико-математичних наук; - с. Тишківка: - Я. Г. Кожухар — механізатор, Герой Соціалістичної праці; - Є. О. Головань — знатний організатор сільськогосподарського виробництва в Україні, Герой Соціалістичної праці; - П. Д. Лев — командир полку, що першим форсував Дніпро, брав участь у звільненні правобережної України, Герой Радянського Союзу; - І. Р. Усенко — кулеметник, Герой Радянського Союзу; - M. П. Лебедик - знаний український педагог, соціолог і винахідник. - с. Варваро-Олександрівка: - Н. С. Бабак — письменниця, автор книг «Хмари», «На життєвих перехрестях», ряду оповідей. | - с. Липняжка: - М. Р. Доній — доктор історичних наук; - П. С. Шемендюк — льотчик, Герой Радянського Союзу; - С. Я. Єзан — механізатор, Герой Соціалістичної праці; - І. П. Вірченко — кандидат технічних наук. - с. Тернове: - Ю. С. Гілевич — доктор медичних наук, професор. - с. Вороб'ївка - В. Слушков — доктор економічних наук, професор. - с. Трояни: - В. К. Іщенко — льотчик, Герой Радянського Союзу. - с. Андріївка - В. П. Чернюк — кандидат технічних наук, доцент. - с. Богодарівка: - В. П. Бондар — артилерист, Герой Радянського Союзу. - с. Вікняне: - В. А. Тягуненко — кандидат економічних наук. - с. Юр'ївка: - М. Є. Басистий — адмірал, командуючий Чорноморським флотом у роки другої світової війни. - с. Олексіївка: - Є. С. Березняк — командир розвідувальної підпільної групи «Голос», що врятувала польське місто Краків від повного зруйнування німецькими військами в роки другої світової війни. |

## Політика
25 травня 2014 року відбулися Президентські вибори України. У межах Добровеличківського району були створені 42 виборчі дільниці. Явка на виборах складала — 59,82% (проголосували 16 143 із 26 988 виборців). Найбільшу кількість голосів отримав Петро Порошенко — 42,61% (6 879 виборців); Юлія Тимошенко — 20,15% (3 253 виборців), Олег Ляшко — 15,96% (2 576 виборців), Анатолій Гриценко — 6,64% (1 072 виборців), Сергій Тігіпко — 3,25% (524 виборців). Решта кандидатів набрали меншу кількість голосів. Кількість недійсних або зіпсованих бюлетенів — 0,95%.

## Пам'ятки
- Пам'ятки архітектури Добровеличківського району
- Пам'ятки історії Добровеличківського району